# Matthew Centrowitz
Matthew Centrowitz, född 18 oktober 1989 i Beltsville, Maryland, är en amerikansk friidrottare som tävlar i medeldistanslöpning. 

## Karriär
Centrowitz deltog vid världsmästerskapen för juniorer 2008 då han slutade på elfte plats på 5 000 meter. Som senior var hans första internationella mästerskap VM 2011 i Daegu då han oväntat slutade på tredje plats på 1 500 meter efter att ha noterat tiden 3.36,08.
I augusti 2021 vid OS i Tokyo blev Centrowitz utslagen i semifinalen på 1 500 meter.

## Personliga rekord
- 800 meter - 1.45,86 från 2013
- 1 500 meter - 3.31,09 från 2014
- 1 engelsk mil - 3.50,53 från 2014
- 3000 meter - 8.20.09 från 2006
- 5 000 meter - 13.20,06 från 2014